# Kaoura Acha
Kaoura Acha (auch: Kaouara Acha) ist ein Dorf in der Landgemeinde Badaguichiri in Niger.

## Geographie
Das Dorf liegt in einem Tal im Süden der Gebirgslandschaft Ader Doutchi. Es befindet sich rund 32 Kilometer östlich des Hauptorts Badaguichiri der gleichnamigen Landgemeinde, die zum Departement Illéla in der Region Tahoua gehört. Direkt westlich an Kaoura Acha schließt das Dorf Kaoura Abdou an.
Kaoura Acha ist Teil der Übergangszone zwischen Sahel und Sudan. Die durchschnittliche jährliche Niederschlagsmenge beträgt hier zwischen 400 und 500 mm.

## Bevölkerung
Bei der Volkszählung 2012 hatte Kaoura Acha 3249 Einwohner, die in 397 Haushalten lebten. Bei der Volkszählung 2001 betrug die Einwohnerzahl 1499 in 234 Haushalten und bei der Volkszählung 1988 belief sich die Einwohnerzahl auf 1023 in 209 Haushalten.

## Wirtschaft und Infrastruktur
Es gibt eine Schule im Dorf.

## Persönlichkeiten
- Souley Abdoulaye (1956–2023), Politiker und Bankmanager, Premierminister Nigers